# 스피드버드

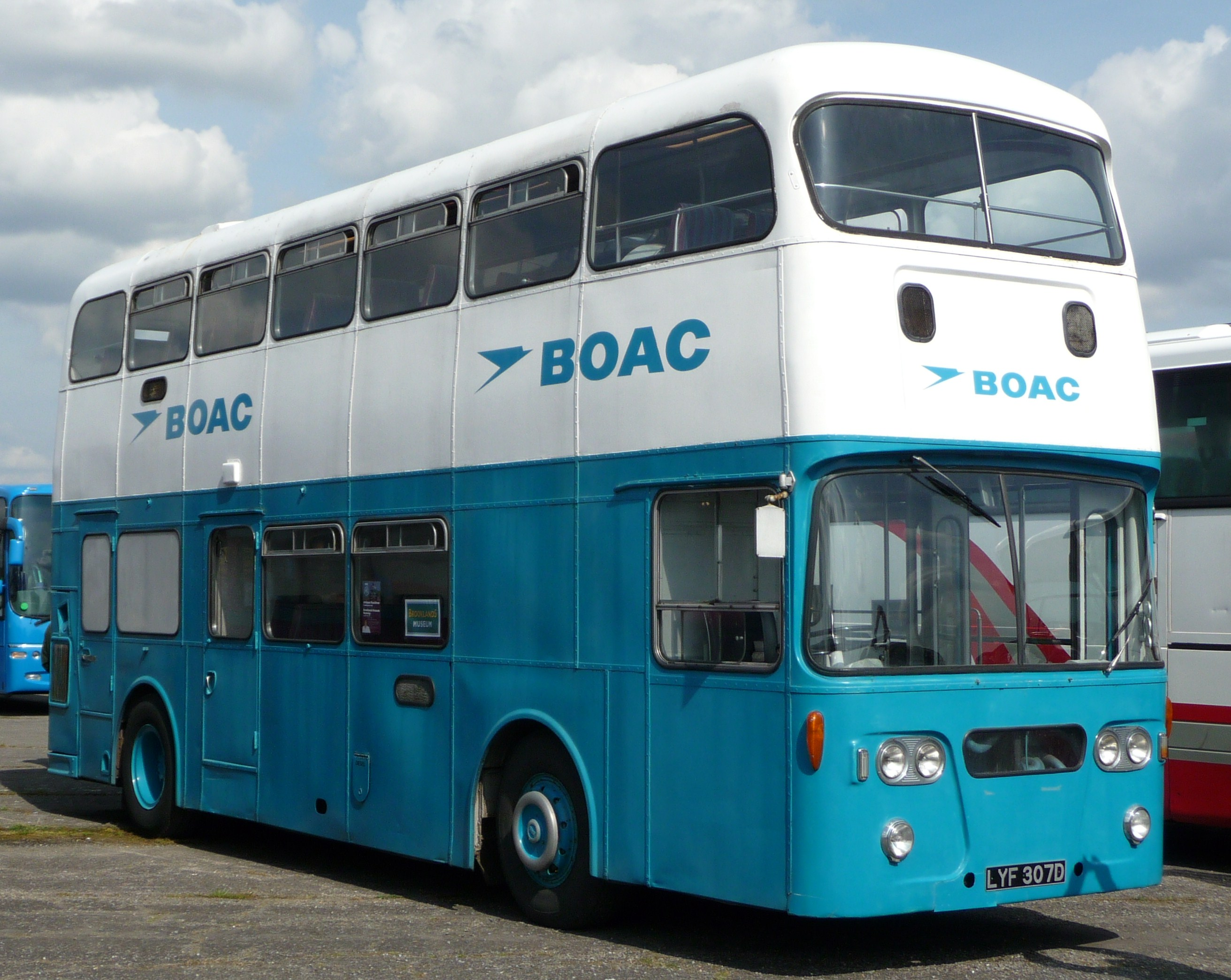
BOAC 도장의 레이랜드 아틀란틴(Leyland Atlantean)에 장착된 스피드버드.

스피드버드(Speedbird)는 영국의 국영 항공사인 영국항공의 호출부호로 쓰이고 있다.

## 역사 및 현황
1932년에 영국의 항공사인 제국항공에서 리 엘리엇(영어: Lee-Elliott)의 제안으로 만들어진 부호로 초창기에 광고 및 수하물 라벨로 사용했다. 1939년에 영국항공과 제국항공이 통합되어 영국해외항공이 되었다. 이후 제2차 세계대전이 시작하면서 제복도 변경되었다. 1950년대에 수직 안정판에 감색을 적용했고 1960년대에 한 차례 디자인이 변경되었다. 1974년에 영국유럽항공이 재합병되어 지금의 영국항공이 되었고 현재 사용하고 있는 호출부호의 경우 제국항공과 영국해외항공에서 썼던 부호를 사용하고 있다.